# Apocalypse Z : Le Début de la fin
Pour plus de détails, voir Fiche technique et Distribution.
Apocalypse Z : Le Début de la fin (Apocalipsis Z: El principio del fin) est un film espagnol réalisé par Carles Torrens et sorti en 2024. Il est basé sur le roman éponyme de Manel Loureiro, publié en 2008.

## Synopsis
Quand un virus rendant les humains agressifs se répand, Manel se terre chez lui, avec son chat, et fait preuve d'ingéniosité pour survivre. Très vite, ils doivent partir à la recherche de nourriture et d'un nouveau refuge, sur terre ou en mer.

## Distribution
- Francisco Ortiz (es) (VF : Franck Lorrain) : Manel
- José María Yazpik (es) (VF : Laurent Maurel) : Pritchenko
- Berta Vázquez (VF : Nahla Attali) : Lucía
- María Salgueiro : Sœur Cecilia
- Amalia Gómez (VF : Véronique Augereau) : Gabriela
- Marta Poveda (es) (VF : Victoria Grosbois) : Belén
- Iria del Río : Julia
- Oriol Ruiz : Mario
- Yuri Mikhaylychenko : Ushakov
- Ana García Molero : Iría

 Source et légende : version française (VF) sur RS Doublage

## Production
Tournage dans la région de Pontevedra et Barcelone, en Espagne.